# 俵物

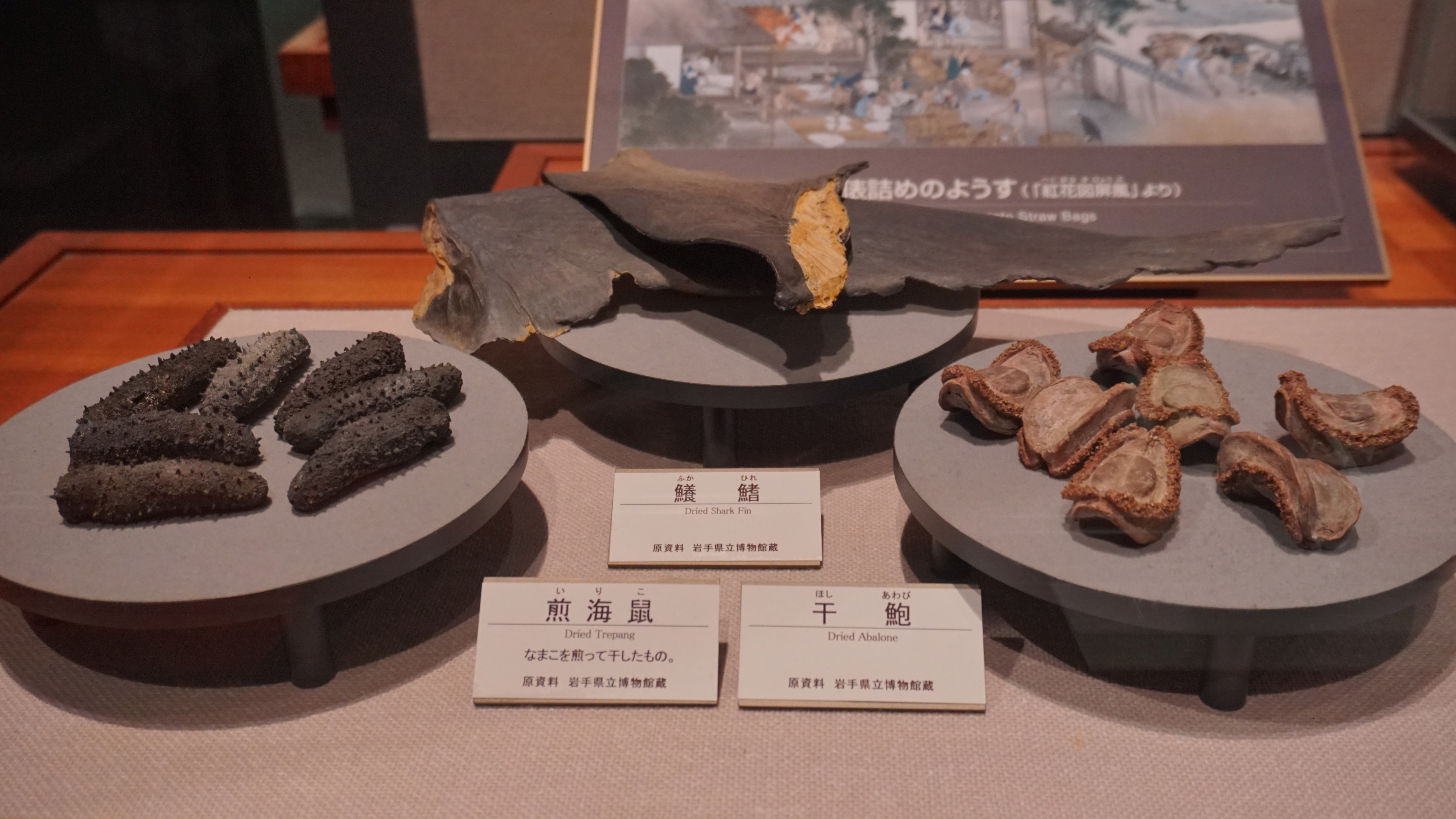
俵物三品の模型（東北歴史博物館）

俵物（たわらもの）とは、江戸時代の長崎貿易において対清（中国）貿易向けに輸出された海産物。俵に詰められて輸出されたことから、この名がある。
特に、煎海鼠（いりなまこ/いりこ）・乾鮑（干鮑（ほしあわび））・鱶鰭（ふかひれ）の3品目の乾物を、「俵物三品（たわらものさんひん）」という。
いずれも中華料理の高級食材であり、清での需要が高く日本産の輸入が増大していた。
一方、日本では生糸や漢方薬などを入手するために金・銀の流出が深刻な問題になっていた。
そこで正徳の治の一環として海舶互市新例が出されると、金銀銅に代わって俵物の輸出による貿易決済が奨励されるようになる。
なお、この他にも寒天・昆布・鰹節・鯣などの他の俵物の輸出も行われたが、輸出海産品の主体である「俵物三品」と区別して「（俵物）諸色」と呼ばれていた。